# Landgericht Landau an der Isar
Das Landgericht Landau an der Isar war ein von 1803 bis 1879 bestehendes bayerisches Landgericht älterer Ordnung mit Sitz in Landau an der Isar im heutigen Landkreis Dingolfing-Landau. Die Landgerichte waren im Königreich Bayern Gerichts- und Verwaltungsbehörden, die 1862 in administrativer Hinsicht von den Bezirksämtern und 1879 in juristischer Hinsicht von den Amtsgerichten abgelöst wurden.

## Geschichte
Die Stadt Landau an der Isar war als Wittelsbacher Gründung lange Pflegamt und gehörte zum Rentamt Landshut des Kurfürstentums Bayern.
Im Jahr 1803 wurde das Landgericht Landau an der Isar im Zuge von Verwaltungsreformen in Bayern errichtet. Es gehörte ab 1808 zum Unterdonaukreis. 1838 wurden die Landgerichte Dingolfing und Osterhofen errichtet, u. a. um das Landgericht Landau zu entlasten. Alle drei Landgerichte gehörten zum Kreis Niederbayern.
Im Jahr 1862 entstanden im Zuge der Trennung von Justiz und Verwaltung auf unterer Ebene die Bezirksämter Dingolfing und Landau neben den bisherigen gleichnamigen Landgerichtsbezirken.
Anlässlich der Einführung des Gerichtsverfassungsgesetzes am 1. Oktober 1879 kam es zur Errichtung des Amtsgerichts Landau an der Isar, dessen Sprengel identisch mit dem vorherigen Landgerichtsbezirk Landau an der Isar war und daher aus den damaligen Gemeinden Adldorf, Altenbuch, Aufhausen, Dornach, Eichendorf, Ettling, Exing, Frammering, Ganacker, Großenpinning, Großköllnbach, Haidenkofen, Haidlfing, Harburg, Hartkirchen, Haunersdorf, Indersbach, Kammern, Landau an der Isar, Mettenhausen, Niederhausen, Niederhöcking, Oberhausen, Oberhöcking, Pilsting, Poldering, Reichersdorf, Reichstorf, Rengersdorf, Waibling, Wallersdorf und Zeholfing bestand.